# Língua castelhana
A língua castelhana (lengua castellana) ou língua espanhola (lengua española) é uma idioma românico da família das línguas indo-europeias que evoluiu do latim vulgar falado na Península Ibérica da Europa. Atualmente, é uma língua global com cerca de 500 milhões de falantes nativos, principalmente nas Américas e na Espanha, e cerca de 600 milhões quando se incluem falantes de segunda língua. É a língua oficial de 20 países, bem como uma das seis línguas oficiais das Nações Unidas. É a segunda língua nativa mais falada, depois do mandarim; a quarta língua mais falada, depois do inglês, do mandarim e do hindustani (hindi-urdu); e a língua românica mais falada do mundo. O país com a maior população de falantes nativos é o México.
O castelhano ou espanhol faz parte do grupo linguístico ibero-românico, no qual a língua também é conhecida como castelhano. O grupo evoluiu de vários dialetos do latim vulgar na Península Ibérica após o colapso do Império Romano do Ocidente no século V. Os textos latinos mais antigos com vestígios de espanhol vêm do centro-norte da Península Ibérica no século IX e o primeiro uso escrito sistemático da língua ocorreu em Toledo, uma cidade proeminente do Reino de Castela, no século XIII. O colonialismo espanhol no início do período moderno estimulou a introdução da língua em locais ultramarinos, principalmente nas Américas.
Como língua românica, o espanhol é descendente do latim. Cerca de 75% do vocabulário espanhol moderno é de origem latina, incluindo empréstimos latinos do grego antigo. Juntamente com o inglês e o francês, é também uma das línguas estrangeiras mais ensinadas em todo o mundo e está bem representado nas ciências humanas e sociais. O espanhol é também a terceira língua mais usada na Internet em número de utilizadores, depois do inglês e do chinês, e a segunda língua mais usada em número de sítios Web, depois do inglês.
O espanhol é usado como língua oficial por muitas organizações internacionais, como Nações Unidas, Mercado Comum do Sul, União Europeia, Organização dos Estados Americanos, Comunidade dos Estados Latino-Americanos e Caribenhos, União Africana, entre outras.

## Etimologia
O termo castellano está relacionado a Castela (Castilla ou arcaicamente Castiella), o reino onde a língua era originalmente falada. O nome Castela, por sua vez, é geralmente considerado derivado de castillo - castelo. Na Idade Média, a língua falada em Castela era genericamente chamada de romance e, mais tarde, também de lengua vulgar. Mais tarde no período, ganhou especificação geográfica como romance castellano (romanz castellano, romanz de Castiella), lenguaje de Castiella e, em última análise, simplesmente como castellano (substantivo). Diferentes etimologias foram sugeridas para o termo español (espanhol). Segundo a Real Academia Espanhola (RAE), español deriva da palavra occitana espaignol, que, por sua vez, deriva do latim vulgar *hispaniolus ("da Hispânia"). Hispânia era o nome romano para toda a Península Ibérica.

## História

Mapa cronológico mostrando o desenvolvimento das línguas da Península Ibérica, entre as quais o castelhano.

A língua castelhana é o idioma da Espanha, e da maioria dos países da América (exceto Brasil, Belize, Haiti, Guianas, EUA, Canadá e várias ilhas caribenhas), reconhecido nas Filipinas, na Ásia, e da Guiné Equatorial, na África. Conta com cerca de duzentos e cinquenta milhões de falantes. Também é chamada de «castelhano», nome da comunidade linguística (Castela) que lhe deu origem nos tempos medievais. Na Espanha, também são falados o catalão, o asturiano, o aragonês e o galego (idiomas de tronco românico), e o basco, uma língua cujas origens ainda são estudadas.
Na formação do castelhano, podem-se distinguir três períodos: o medieval ou castelhano antigo (dos séculos X ao XV), o castelhano moderno (entre os séculos XVI e XVII), e o contemporâneo, que vai da fundação da Real Academia Espanhola até a nossos dias.
Apesar de ser um idioma falado em regiões tão distantes, a ortografia e as normas gramaticais asseguram a integridade da língua, daí a colaboração entre diversas Academias da Língua de Espanha e dos países americanos, no intuito de preservar esta unidade. Espanha elaborou o primeiro método unitário de ensino do idioma que é difundido por todo o mundo através do Instituto Cervantes.

### Latim vulgar
Como disse Menéndez Pidal: «a base do idioma é o latim popular, propagado na Espanha a partir do final do século III a.C. até se impor às línguas ibéricas». Entre os séculos III e VI, a língua que evoluía em Espanha assimilou germanismos através do latim falado por povos bárbaros romanizados que invadiram a Península. Com o domínio muçulmano de oito séculos, a influência do árabe — idioma dos conquistadores berberes — foi decisiva na configuração das línguas ibéricas, entre as quais se incluem o castelhano e o português.

### Glosas medievais
O nome da língua procede da terra dos castelos, Castela. A esta época, pertencem as Glosas Silenses e as Emilianenses, do século X, anotações em romance dos textos latinos no Monastério de Yuso (San Millán de la Cogolla), centro medieval de cultura, mas a mais antiga referência ao idioma vem do Cartulário de Valpuesta, nos primeiros anos do século IX.
O primeiro passo para converter o castelhano em língua oficial do reino de Castela e Leão foi dado por Afonso X. Foi ele que mandou compor em romance, e não em latim, as grandes obras históricas, astronômicas e legais. O castelhano era a língua de documentos notários e da Bíblia, traduzida sob as ordens de Afonso X. Graças ao Caminho de Santiago, entraram na língua escassos galicismos, que foram propagados por ação dos trovadores da poesia cortesã e provençal.

### Árabe
Sob o domínio árabe, as comunidades hispânicas que conviviam com as comunidades judaica e árabe falavam moçárabe. Esta é a língua na qual foram escritos os primeiros poemas, as Jarchas, que conservam uma forma estrófica de clara origem semítica, a moasajas.
Em quase oito séculos de interação (711–1492), os povos falantes de Árabe deixaram, no castelhano, um abundante vocabulário de cerca de quatro mil termos. Com o tempo, alguns foram caindo em desuso, mas há muitas palavras de uso comum como tambor, adobe, alfombra, zanahoria, almohada e muitas outras, e a expressão ojalá, como no português «oxalá», que significa «queira Deus» (lit.: «queira Alá»). Cabe assinalar que penetrou, na gramática castelhana, a preposição árabe hatta (حتى), que se converteu na preposição espanhola hasta e na preposição portuguesa até.

### Primeira gramática moderna europeia

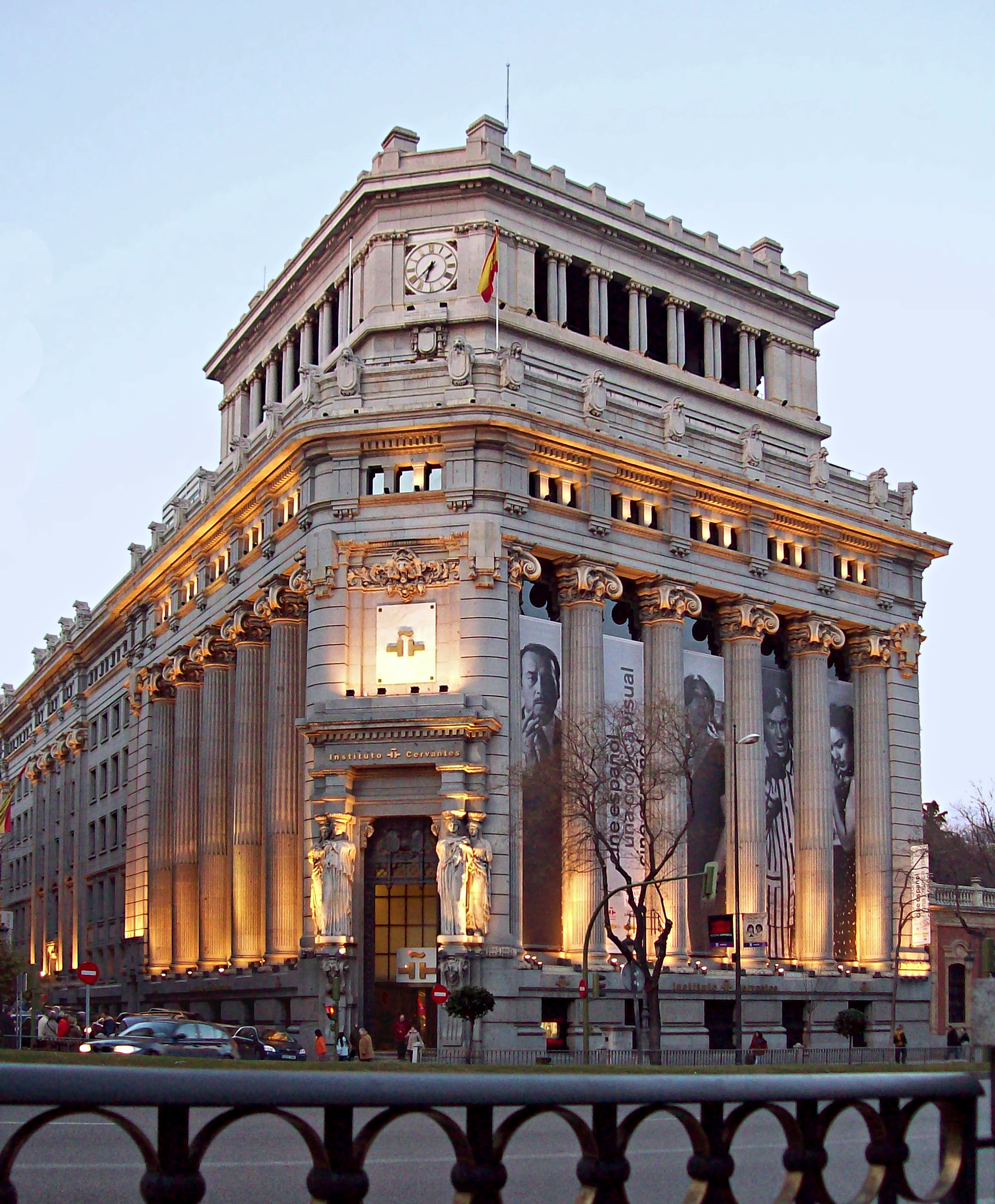
Sede do Instituto Cervantes em Madrid, na Espanha

A publicação da primeira autodenominada "gramática castelhana", escrita por Elio Antonio de Nebrija em 1492, ano do descobrimento da América pelos europeus, estabelece o marco inicial da segunda etapa de conformação e consolidação do idioma. O castelhano adquire grande quantidade de neologismos, pois o momento coincidiu com a expansão da Coroa de Castela que, pela força política, conseguiu consolidar seu dialeto como língua dominante. O castelhano é a língua dos documentos legais, da política externa e a que chega à América pela mão da grande empreitada realizada pela Coroa de Castela. Nesta mesma época, os judeus sefarditas foram expulsos de Castela e Aragão em 1492 e de Portugal em 1496, levando consigo a fala que daria lugar ao ladino, uma língua que, ouvida, parece castelhano.
Num primeiro momento, os realistas não mostraram interesse em difundir a língua castelhana na América e nas Filipinas, realizando-se a evangelização nas línguas nativas.
Na França, Itália e Inglaterra são editados gramáticas e dicionários para o ensino do castelhano/espanhol, que ganha o status de língua diplomática até a primeira metade do século XVIII. O léxico incorporou palavras originárias de tantas línguas quantos contatos políticos possuía o Império: italianismos, galicismos e americanismos.
No ano 1713, fundou-se a Real Academia Espanhola. Como primeira tarefa, a Academia fixou as mudanças feitas pelos falantes do idioma, o que permitiu grande variedade de estilos literários: da liberdade das alterações sintáticas do barroco, no século XVII, às contribuições dos poetas da geração de 1927. Publica entre 1726 e 1739 os diversos tomos do "Dicionário da língua castelhana" e a sua primeira "Gramática da língua castelhana" em 1771.
No primeiro terço do século XX, apareceram novas modificações gramaticais que, ainda hoje, estão em processo de assentamento. Paralelamente, é contínua a criação de neologismos provenientes das inovações técnicas e dos avanços científicos.
No século XIX, os Estados Unidos adquirem a Luisiana de França e a Flórida de Espanha, e conquistam do México os territórios que actualmente formam o Arizona, Califórnia, Colorado, Nevada, Novo México, Texas, Utah e Wyoming. Desta forma, o castelhano passou a ser uma das línguas dos Estados Unidos, ainda que estas variedades primitivas só sobrevivam até o início do século XXI em Paróquia de St. Bernard e uma faixa que se estende do norte do Novo México ao sul de Colorado.
Depois da guerra hispano-americana de 1898, os Estados Unidos apoderaram-se também de Cuba, Porto Rico, Filipinas e Guam. No arquipélago asiático, os Estados Unidos impuseram um sistema de ensino para substituir o castelhano pelo inglês como veículo de comunicação dos filipinos.
No século XX, milhões de mexicanos, cubanos e porto-riquenhos emigraram para os Estados Unidos, convertendo-se na minoria mais numerosa do país: 34 207 000 pessoas, em novembro de 2001.

## Distribuição geográfica

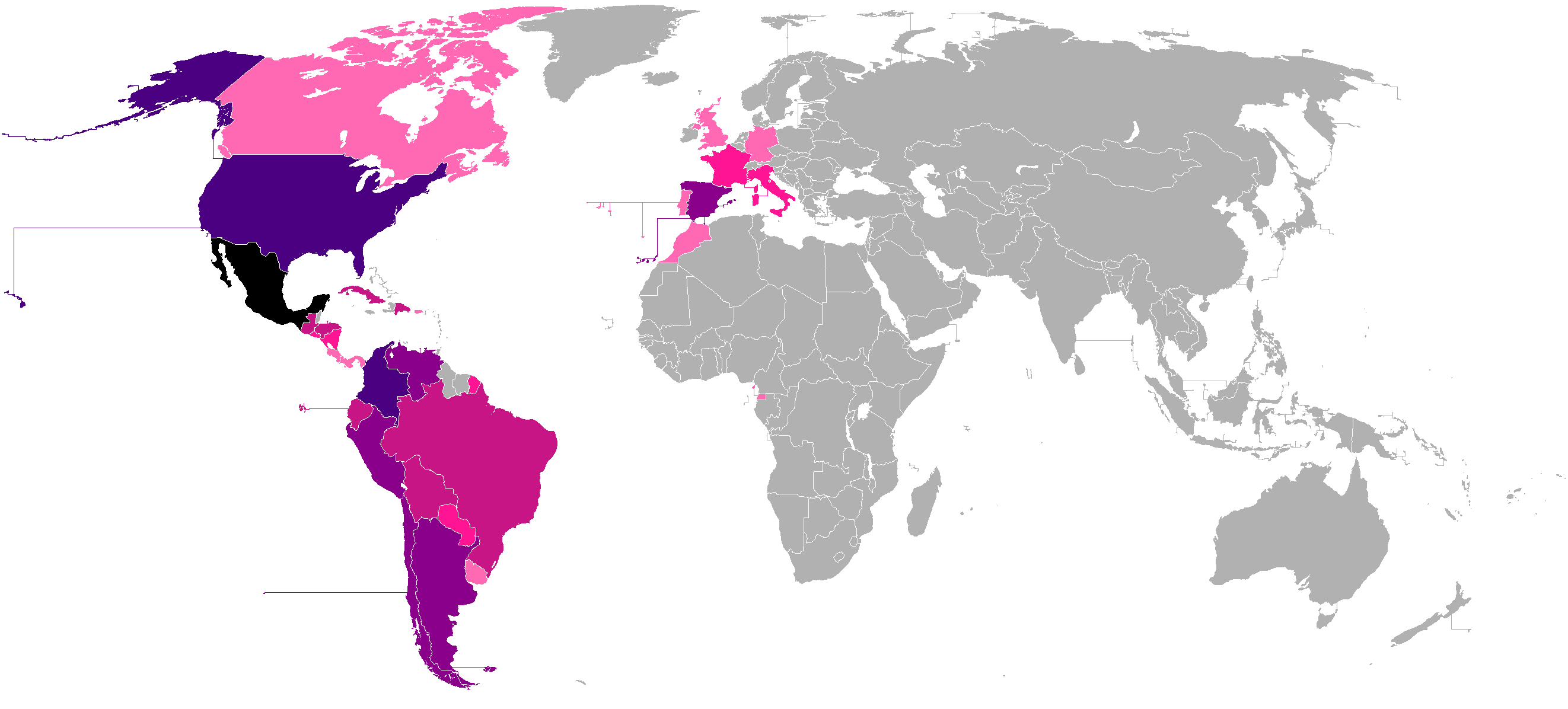
Países em número de falantes:
Mais de 100 milhões
Mais de 50 milhões
Mais de 20 milhões
Mais de 10 milhões
Mais de 5 milhões
Mais de 1 milhão

Países do mundo onde o espanhol é estudado.
Países com a língua espanhola como oficial
Países com mais de 1,000,000 estudantes
Países com mais de 100 000 estudantes
Países com mais de 20 000 estudantes

Espanhol é a língua oficial de dezenove países da América, além da Espanha e Guiné Equatorial, e tem um certo grau de status oficial nas Filipinas, e no Saara Ocidental (país com reconhecimento internacional limitado), mas seus falantes são distribuídos nos cinco continentes. Na América, há cerca de 90% do número total de falantes de espanhol no mundo, cerca de 400 milhões de pessoas. Além de 19 países na Hispano-americanos, o espanhol é falado por uma parte significativa da população dos Estados Unidos, principalmente imigrantes recentes. Tanto na América Latina quanto nos Estados Unidos há um aumento significativo no número de falantes. Presidentes anteriores dos Estados Unidos conhecem bem a língua como Barack Obama que estudou e tem boa pronúncia na leitura.
No ano 2000, a previsão era de que, somente nos Estados Unidos, o número de falantes de espanhol chegasse a 35 milhões e, naquele ano, o espanhol ultrapassou o inglês como a língua com mais falantes nativos no mundo ocidental. Em 2001, os falantes de espanhol eram aproximadamente 400 milhões de pessoas.
O Instituto Cervantes, uma organização para a disseminação do espanhol, relatou que entre 1986 e 1990 houve um aumento de 70% no número de estudantes espanhóis nos Estados Unidos e 80% no Japão. Outros países conhecidos por sua alta aumento estudantes são Brasil, Marrocos, Suécia, Noruega, Polonia, Costa do Marfim, Senegal, Camarões e Gabão.
No entanto, nas últimas décadas também houve retrocessos. O caso mais notável é o das Filipinas, um país em que a língua espanhola deixou de ser oficial para ter um papel restrito desde 1973, e, finalmente, perder seu caráter oficial em 1986; Assim, depois de um processo de substituição em favor de inglês e tagalo, ele passou em poucas décadas de dezenas de milhões de falantes no arquipélago das Filipinas. Para não mais de 20 000 em 1990. O número total de oradores está aumentando muito ligeiramente nos últimos anos devido às iniciativas do governo filipino para reintroduzir o idioma no ensino, mas eles não são mais falantes nativos.

### América Latina e Caribe

Porcentagem de falantes de espanhol na América.
50 %
30 %
20 %
10 %
5 %
2 %

A maioria das pessoas que falam espanhol está na América Latina, representando cerca de 375 milhões de pessoas. O México é o país com o maior número de falantes (quase um quarto do número total de falantes de espanhol no mundo), embora não seja a única língua oficial do estado, já que desde 2003 o México também reconheceu as línguas indígenas como línguas nacionais.
Com uma ou outra denominação, é uma das línguas oficiais da Bolívia, Colômbia, Costa Rica, Cuba, Equador, El Salvador, Guatemala, Honduras, Nicarágua, Panamá, Paraguai, Peru, República Dominicana e Venezuela. Não há reconhecimento oficial da língua em outros países americanos, onde é falada e majoritária, como é o caso da Argentina, Chile, México e Uruguai. Em Porto Rico, a Constituição de 1952 estabelece o espanhol juntamente com o inglês como línguas oficiais. Em setembro de 2015, o Projeto de Lei do Senado 1177 foi introduzido para estabelecer o uso do espanhol em primeiro lugar nos ramos executivo, legislativo e judiciário da Comunidade de Porto Rico.
No Brasil, o espanhol sempre foi importante por causa da proximidade geográfica e crescente comércio com seus vizinhos hispano-americanos, sendo um membro do Mercosul, bem como a imigração histórica de espanhóis e hispano-americanos. Em 2005, o Congresso Nacional do Brasil aprovou o decreto, assinado pelo presidente, conhecido como a lei espanhola, que oferece essa língua como primeira língua estrangeira de ensino nas escolas e escolas secundárias do país. O espanhol é uma língua significativamente fácil para os brasileiros aprenderem, porque o português é uma língua muito semelhante ao espanhol. Na área de fronteira entre o Brasil e o Uruguai (principalmente no Uruguai) fala-se uma língua mista chamada portuñol. A Constituição do Estado do Rio de Janeiro e uma deliberação do Governo do Estado de São Paulo incluem oficialmente o espanhol nas escolas secundárias. A Universidade Federal da Integração Latino-Americana, uma universidade pública do sul do Brasil que coordena e fornece professores de espanhol para as escolas estaduais do Rio Grande do Sul, de Santa Catarina e do Paraná, co-oficializou o espanhol. O fato de estar cercado por sete países de língua espanhola (Argentina Bolívia, Colômbia, Paraguai, Peru, Uruguai e Venezuela) despertou grande interesse entre os brasileiros em aprendê-lo. Dentro de uma década, 50 milhões de brasileiros poderão falar com perfeição e, em vinte anos, ultrapassarão cem milhões.
Na verdade, o espanhol era conhecido no Brasil, já que era a língua dos atuais estados do Paraná, Santa Catarina e Rio Grande do Sul, quando esses territórios eram espanhóis (depois se mudaram para Portugal em troca da Guiné Equatorial, conforme o Tratado de Santo Ildefonso (1777)) e no estado do Acre, quando este ainda fazia parte da Bolívia, antes de ser comprado pelo Brasil através do Tratado de Petrópolis. As cidades brasileiras onde o espanhol é ouvido com bastante frequência são: Barracão, Boa Vista, Brasileia, Chuí, Corumbá, Dionísio Cerqueira, Foz do Iguaçu, Guajará Mirim, Pacaraima, Porto Alegre, Porto Velho,Rio Branco, Santana do Livramento, São Paulo, Tabatinga e Uruguaiana. Nos últimos anos, devido à crise migratória venezuelana, o estado fronteiriço brasileiro de Roraima, tornou-se o lugar com mais falantes de espanhol no Brasil. Estima-se que cerca de 50 000 venezuelanos residam atualmente em Roraima, que constitui aproximadamente 10% da população do estado.
O espanhol não tem reconhecimento oficial na antiga colônia britânica de Belize. No entanto, a maioria da população sabe falar espanhol, pois é a língua da aprendizagem obrigatória nas escolas, é falado principalmente pelos descendentes de hispânicos que habitavam a região desde o século XVII. Na ilha caribenha de Aruba, muitas pessoas a falam. Ao contrário, uma minoria fala em Curação e em Bonaire. Devido à proximidade com a Venezuela, as três ilhas recebem mídia em espanhol, principalmente canais de televisão, devido aos estreitos laços comerciais e à importância do turismo de língua espanhola. Nos últimos anos, a educação básica obrigatória em espanhol também foi introduzida nas escolas, embora não oficial (as únicas línguas oficiais de Aruba, Bonaire e Curaçao são o holandês e o papiamento: uma mistura de espanhol e afro-português). O espanhol não é a língua oficial do Haiti. Embora sua língua oficial seja o francês, o crioulo haitiano (língua que vem do francês) é amplamente falado. Perto da fronteira com a vizinha República Dominicana, o espanhol básico é entendido e falado coloquialmente. Em estudos secundários regulamentados, o aprendizado de espanhol é obrigatório de 15 a 18 anos. Nas Ilhas Virgens Americanas, o espanhol é falado por aproximadamente 17% da população, principalmente de Porto Rico e da República Dominicana. Em Trinidad e Tobago, tem um status especial e é obrigatória em escolas públicas. Na Jamaica, é a língua estrangeira mais estudada no ensino secundário dos 12 aos 14 anos de idade. Também em outros países da área, como Antígua e Barbuda, Bahamas, Barbados, Dominica, Granada,Santa Lúcia, São Cristóvão e Névis e São Vicente e Granadinas.

### Estados Unidos e Canadá

Distribuição de falantes de espanhol nos Estados Unidos segundo o Censo de 2010.

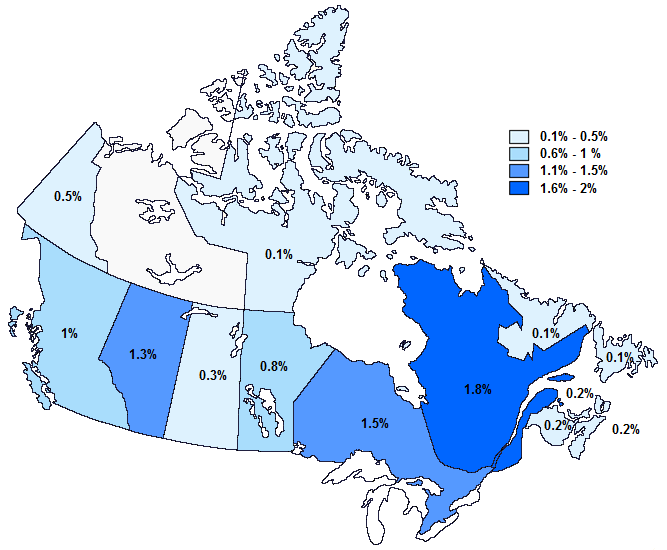
Distribuição da língua espanhola no Canadá

Os Estados Unidos são o segundo maior país em número de falantes de espanhol no mundo depois do México, com um avanço progressivo da bilinguismo, especialmente nos estados de fronteira com o México como é o caso da Califórnia, Novo México e do Texas, onde não há programas bilíngues oficiais para residentes da América Latina. Por exemplo, na Califórnia, muitas atividades governamentais, documentos e serviços estão disponíveis em espanhol. A seção 1632 do Código Civil da Califórnia reconhece o idioma espanhol como a língua da considerável da crescente comunidade hispânica, daí a lei Dymally-Alatorre, institui o bilinguismo inglês-espanhol, sem a necessária exclusão de outras línguas. No estado do Novo México, o espanhol é usado até mesmo na administração do estado, embora esse estado não tenha uma língua oficial estabelecida em sua constituição. O espanhol neomexicano falado por hispanófonos (imigrantes não recentes) nativos remonta aos tempos da colonização espanhola no século XVI e conserva muitas arcaísmos. A Comissão de Direitos Civis dos Estados Unidos reconhece que em 1912 "os neomexicanos conseguiram proteger sua herança, inserindo disposições em sua constituição que fazem do espanhol uma língua oficial como o inglês". No Texas, o governo, através da seção 2054.116 do Código do Governo, determina que as agências estaduais forneçam as informações em seus sites em idioma espanhol. Outros estados da União também reconhecem a importância do espanhol em seu território. Na Flórida, por exemplo, seu uso é generalizado por causa da presença de uma grande comunidade de origem cubana, principalmente na área metropolitana de Miami. O espanhol tem uma longa história nos Estados Unidos; Muitos estados e formas geográficas têm o seu nome nessa língua, mas o uso da língua espanhola aumentou principalmente devido à imigração do resto da América. Uma amostra da expansão da língua no país é a numerosa presença de mídia em espanhol. O espanhol também se concentra especialmente em cidades cosmopolitas como Nova York, Los Angeles, El Paso, Miami, Houston, Dallas, San Antonio, San Diego, São Francisco, Portland e Seattle. O espanhol, além disso, é a língua mais ensinada no país, depois do inglês.
Os Estados Unidos são o segundo país, depois de Israel, com o maior número de falantes de judaico-espanhol ou ladino. Especificamente, estima-se que há cerca de 300 000 pessoas que o falam. O monitoramento e a contabilidade das comunidades sefarditas nos Estados Unidos e no resto do mundo melhorou significativamente após a lei espanhola de 2015, que permite que os sefárdicos, que atendem a uma série de requisitos, se inscrevam para a nacionalidade espanhola.
No Canadá, a população de imigrantes de língua espanhola é responsável por 1,3%, e maioria como segunda língua. Aproximadamente metade está concentrada em Toronto.

### Europa

Conhecimento do espanhol na União Europeia (capaz de manter uma conversa) de acordo com o Eurobarometer de 2006.
País nativo
Mais de 9%
Entre 4% e 8,99%
Entre 1% e 3,99%
Menos de 1%

O espanhol é a língua oficial da Espanha. É também falado em Gibraltar e em Andorra (onde é a língua materna maioritária devido à imigração, mas não é a língua oficial como o catalão) É também utilizado em pequenas comunidades noutros países europeus, principalmente na Alemanha, Bélgica, França, Itália, Portugal, Reino Unido e Suíça (onde é a língua materna de 7% da população, representando a língua minoritária mais falada neste país por trás de três dos quatro idiomas oficiais). O espanhol é uma das línguas oficiais da União Europeia (UE). Quase 23 milhões de europeus com mais de 15 anos falam espanhol fora da Espanha na UE (com quem aprendeu como língua estrangeira, capaz de ter uma conversa). No total, há cerca de 70 milhões de falantes de espanhol na Europa.

### Ásia
Nas Filipinas, uma ex-colônia espanhola, o espanhol foi oficial de 1571 a 1987, embora desde 1973 tenha perdido muito peso representativo no nível oficial. A proclamação presidencial/155 de 15 de março de 1973 ainda em vigor declara o espanhol como a língua oficial das Filipinas para todos aqueles documentos da era colonial não traduzidos para a língua nacional. Após a guerra hispano-americana, as Filipinas se tornaram uma colônia dos Estados Unidos desde 1899. Desde então, devido à intervenção dos EUA, as autoridades seguiram uma política de desapego do país e imposição do inglês. Depois da Guerra Filipino-Americana a burguesia urbana de língua espanhola foi dizimada e, após a Segunda Guerra Mundial, em 1945, os restos da burguesia espanhola foram virtualmente aniquilados após o bombardeio de Intramuros, em Manila. Estima-se que, em 1907, aproximadamente 70% da população filipina tinha a capacidade de falar espanhol, embora apenas 10% como língua materna. Em 1950, tornou-se 6%. Atualmente é inferior a 0,5%. As línguas crioulas baseadas no espanhol também sobrevivem, como o Chavacano de Zamboanga. Em 2009, a acadêmica e presidente filipina Gloria Macapagal-Arroyo recebeu o prêmio de Prêmio Internacional Don Quijote 2009 que reconhece a iniciativa educacional da República das Filipinas para introduzir a norma espanhola no currículo nacional, com o espanhol e, no ano 2012-2013, a língua estrangeira mais estudada após Inglês, ensinado em 65 centros públicos.
Em Israel existe uma importante comunidade sefardita de aproximadamente 1 400 000 pessoas. Os judeus sefarditas ou sefarditas falam judaico-espanhol ou ladino. Esta linguagem é uma herança daqueles expulsos da Espanha em que os judeus do século XVI.
Há outros países asiáticos onde o espanhol está sendo estudado com grande interesse e começa a ser importante na educação, migração e social, sendo os países mais referenciados, Rússia, China, Japão, Irã, Índia, Emirados Árabes Unidos, Bangladesh e Kuwait.

### África

Língua espanhola na África e no Oriente Médio

O principal enclave de língua espanhola na África é as Ilhas Canárias (com mais de dois milhões de falantes). Também é falado nas Cidades Autônomas de Ceuta e Melilla (167 859 falantes). Fora destas regiões espanholas, a língua é falada em alguns outros lugares do continente africano.
O espanhol é uma das línguas oficiais da Guiné Equatorial. A grande maioria dos guinéu-equatorianos falam espanhol, embora sempre como segunda língua, sendo várias línguas Bantu as línguas maternas mais difundidas.
No Sahara Ocidental, o ministro saharaui para a América Latina, Hash Ahmed, declarou em nome da República Árabe Sarauí Democrática que o seu país é “simultaneamente uma nação africana e árabe que tem o privilégio de ser a única oradora espanhola devido à herança cultural do país de colonização espanhola. A língua espanhola é a língua de ensino obrigatória porque fica ao lado do árabe, a língua oficial". Lá ela é considerado a segunda língua administrativa e de comunicação da RASD. Em Tinduf, Argélia, existem cerca de 200 000 refugiados sarauís, que sabem ler e escrever a língua espanhola e milhares deles receberam educação universitária oferecida por Cuba, México, Venezuela e Espanha.
No Marrocos, a língua espanhola é muito popular como segunda língua. É falado principalmente nas áreas do antigo protetorado espanhol do Marrocos: Rif, Ifni e Tarfaya.
Além disso, é falado pelas comunidades guineenses equatoriais que fugiam durante as ditaduras de Francisco Macías Nguema e Teodoro Obiang e agora são encontradas em países como Gabão, Camarões, Nigéria e Benin. Também no Sudão do Sul existe uma importante minoria, a elite intelectual e profissional, formada em Cuba, que fala espanhol. Outros lugares onde o espanhol tem presença são Angola, principalmente na cidade de Luena e Walvis Bay, na cidade da Namíbia, devido à presença do exército cubano.

### Oceania

Porcentagem de australianos que falam espanhol em suas casas, em relação ao resto da população, de acordo com o censo de 2011

Entre os países e territórios da Oceania, o espanhol é uma língua oficial na Ilha de Páscoa, na Polinésia, porque faz parte do Chile; A língua nativa é o rapanui. Nas Ilhas Marianas (Guam e nas Marianas do Norte) o chamorro é uma língua oficial e nativa das ilhas, que é uma língua austronésia que contém vocabulário de origem espanhola. Algumas ilhas das Marianas do Norte (Saipan, Tinian, Rota) e dos Estados Federados da Micronésia (Yap, Pohnpei) tinham falantes nativos de espanhol, já que eram colônias espanholas até 1898-1899. No entanto, tanto em Guam como nas Marianas do Norte, boa parte de seus habitantes tem sobrenomes de origem espanhola.
Além disso, na Austrália e na Nova Zelândia, há comunidades de nativos espanhóis, resultantes da emigração de países de língua espanhola (principalmente do Cone Sul), que somam 133 000 falantes. No Havaí, 2,1% da população são falantes nativos de espanhol. Em 2010, havia 120 842 hispânicos, segundo o Censo dos Estados Unidos.

### Antártida
Na Antártica, existem apenas dois locais civis e ambos são habitados principalmente por falantes nativos de espanhol. Um deles é o argentino Fortín Sargento Cabral, que tem 66 habitantes. O outro é a cidade chilena de Villa Las Estrellas, que tem uma população de 150 habitantes no verão e 80 habitantes no inverno. Em cada um deles existe uma escola onde estudam e pesquisam em espanhol. A Base Antártica Orcadas, uma estação científica argentina, é a base mais antiga de toda a Antártica ainda em funcionamento e a mais antiga com população permanente (desde 1907).

### Estimativa total de falantes por país
20 países e um território dos Estados Unidos falam espanhol oficialmente, mas a língua tem uma presença, não oficial, significativa em grande parte dos Estados Unidos, juntamente com Andorra, Belize e o território de Gibraltar.
| País                                | População   | Falantes de espanhol como língua nativa         | Falantes nativos e falantes proficientes como segunda língua | Número total de falantes de espanhol (incluindo os falantes com competência limitada) |
| ----------------------------------- | ----------- | ----------------------------------------------- | --- | --- |
| México*                             | 132 274 416 | 124 073 402 (93.8%)                             | 128 041 635 (96.8%) | 131 216 221 (99.2%) |
| Estados Unidos                      | 333 287 557 | 42 032 538 (13.3%)                              | 42 032 538 (82% dos hispânicos nos EUA falam espanhol muito bem (de acordo com uma pesquisa de 2011). Havia 63,5 milhões de hispânicos nos EUA em 2022. +2,8 milhões de falantes de espanhol não-hispânicos.) | 57 532 538 (42 milhões como primeira língua + 15,5 milhões como segunda língua. Para evitar dupla contagem, o número não inclui 8 milhões de estudantes de espanhol e alguns dos 7,7 milhões de hispânicos indocumentados não contabilizados pelo Censo) |
| Colômbia*                           | 52 695 952  | 52 168 992 (99%)                                | 52,274,384 (99.2%) | 52,274,384 (99.2%) |
| Espanha*                            | 48 692 804  | 41 595 530 (85.6%)                              | 46 649 193 (96%) | 48 349 944 (99.5%) |
| Argentina*                          | 47 067 641  | 45 561 476 (96.8%)                              | 46 173 356 (98.1%) | 46 785 235 (99.4%) |
| Venezuela*                          | 32,605,423  | 31 507 179 (1,098,244 com outra língua materna) | 31 725 077 (97.3%) | 32 214 158 (98.8%) |
| Peru*                               | 34 102 668  | 28 271 112 (82.9%)                              | 29 532 910 (86.6%) | 29 532 910 (86.6%) |
| Chile*                              | 20 086 377  | 19 015 592 (281,600 com outra língua materna)   | 19 262 836 (95.9%) | 19 945 772 (99.3%) |
| Equador*                            | 18 350 000  | 17 065 500 (93%)                                | 17 579 300 (95.8%) | 18 001 350 (98.1%) |
| Guatemala*                          | 17 357 886  | 12 133 162 (69.9%)                              | 13 591 225 (78.3%) | 14 997 214 (86.4%) |
| Cuba*                               | 11 181 595  | 11 159 232 (99.8%)                              | 11 159 232 (99.8%) | 11 159 232 (99.8%) |
| Bolívia*                            | 12 006 031  | 7 287 661 (60.7%)                               | 9 965 006 (83%) | 10 553 301 (87.9%) |
| República Dominicana*               | 10 621 938  | 10 367 011 (97.6%)                              | 10 367 011 (97.6%) | 10 473 231 (99.6%) |
| Honduras*                           | 9 526 440   | 9 318 690 (207,750 com outra língua materna)    | 9 402 596 (98.7%) | 9 402 596 (98.7%) |
| França                              | 67 407 241  | 477 564 (1% de 47,756,439)                      | 1 910 258 (4% de 47,756,439) | 6 685 901 (14% de 47,756,439) |
| Paraguai*                           | 7 453 695   | 5 083 420 (61.5%)                               | 6 596 520 (68.2%) | 6 484 714 (87%) |
| Nicarágua*                          | 6 595 674   | 6 285 677 (490,124 com outra língua materna)    | 6 404 399 (97.1%) | 6 404 399 (97.1%) |
| El Salvador*                        | 6 330 947   | 6 316 847 (14,100 com outra língua materna)     | 6 311 954 (99.7%) | 6 311 954 (99.7%) |
| Brasil                              | 214 100 000 | 460 018                                         | 460 018 | 6 056 018 (460,018 imigrantes falantes nativos + 96,000 descendentes de imigrantes espanhóis + 5,500,000 pode manter uma conversa) |
| Itália                              | 60 542 215  | 255 459                                         | 1 037 248 (2% de 51,862,391) | 5 704 863 (11% de 51,862,391) |
| Costa Rica*                         | 5 262 374   | 5 176 956 (84,310 com outra língua materna)     | 5 225 537 (99.3%) | 5 225 537 (99.3%) |
| Panamá*                             | 4 278 500   | 3 777 457 (501,043 com outra língua materna)    | 3 931 942 (91.9%) | 3 931 942 (91.9%) |
| Uruguai*                            | 3 543 026   | 3 392 826 (150,200 com outra língua materna)    | 3 486 338 (98.4%) | 3 486 338 (98.4%) |
| Porto Rico*                         | 3 285 874   | 3 095 293 (94.2%)                               | 3 253 015 (99%) | 3 253 015 (99%) |
| Reino Unido                         | 67 081 000  | 120 000                                         | 518 480 (1% de 51,848,010) | 3 110 880 (6% de 51,848,010) |
| Alemanha                            | 83 190 556  | 375 207                                         | 644 091 (1% de 64,409,146) | 2 576 366 (4% de 64,409,146) |
| Canadá                              | 34 605 346  | 600 795 (1.6%)                                  | 1 171 450 (3.2%) | 1 775 000 |
| Marrocos                            | 35 601 000  | 6 586                                           | 6 586 | 1 664 823 (10%) |
| Guiné Equatorial*                   | 1 505 588   |                                                 | 1 114 135 (74%) | 1 320 401 (87.7%) |
| Portugal                            | 10 352 042  |                                                 | 323 237 (4% de 8,080,915) | 1 089 995 |
| Roménia                             | 21 355 849  |                                                 | 182 467 (1% de 18,246,731) | 912 337 (5% de 18,246,731) |
| Países Baixos                       | 16 665 900  |                                                 | | |
| Austrália                           | 21,507,717  | 117 498                                         | 117 498 | 547 397 (117.498 falantes nativos + 374.571 falantes de competência limitada + 55.328 alunos) |
| Filipinas                           | 101 562 305 | 4 803                                           | 4 803 | 500 092 (4.803 nativos + 461.689 competência limitada + 33.600 alunos) |
| Aruba                               | 101 484     | 13 710                                          | 75 402 | 83 064 |
| Trinidad e Tobago                   | 1 317 714   | 4 000                                           | 4 000 | 70 401 |
| Belize                              | 430 191     | 224 130 (52.1%)                                 | | |
| Andorra                             | 84 484      | 30 414                                          | 30 414 | 47 271 |
| Gibraltar                           | 29 441      | 22 758 (77.3%)                                  | | |
| República Árabe Saaraui Democrática | 513 000     | N/A                                             | | 22 000 |

## Características

### Dialetos

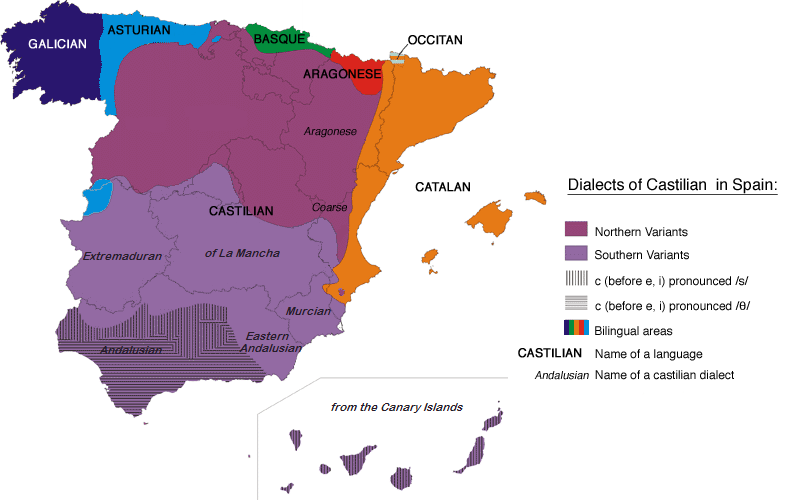
Mapa com os dialetos da Espanha.

Existem vários dialetos relativamente ao castelhano. Na Espanha, se pode dividi-la ao meio, isto é, existe um feixe de isoglossas que divide o Espanhol Peninsular em dois grupos, os dialecto centro-nortenhos e os dialectos meridionais. Os dialectos centro-nortenhos têm características mais conservadoras e os dialectos meridionais, nos quais podemos incluir um grande sub-dialecto, o andaluz, têm características mais inovadoras. Convém realçar que os dialectos centro-nortenhos peninsulares são a única variedade do Espanhol que conserva a distinção entre /s/ (grafado como <s>) e /θ/ (grafado como <c>), isto é, «ceseo». Enquanto que todas as outras variedades são ou «seseantes» ou «ceceantes». «Seseo», isto é a perda da distinção fonética entre /s/ e /θ/ a favor de /s/. «Ceceo» é a perda da distinção fonética a favor da fricativa inter-dental /θ/, sendo este estigmatizado e marginalizado pelo resto da comunidade espanhola e até mesmo pelos próprios falantes «ceceantes». Este fenómeno de «ceceo» encontra-se apenas em zonas rurais do sul da Andaluzia, sendo nos meios urbanos evitado pelos próprios «ceceantes». O «seseo» é um fenómeno do norte da Andaluzia, que é encontrado em todos os países da América Latina. Nesta região do «seseo» encontra-se Sevilha, cidade da qual saíram as pessoas destinadas à repovoação e colonização do continente americano, levando assim o «seseo» com eles para a América, onde prevalece até hoje.
- Dialeto andaluz
- Dialeto canário
- Dialeto churro
- Dialeto murciano
- Dialeto extremenho
- Espanhol amazônico
- Espanhol andino
- Espanhol boliviano
- Espanhol caribenho
  - Espanhol cubano
  - Espanhol dominicano
  - Espanhol portorriquenho
- Espanhol centro-americano
- Espanhol chileno
- Espanhol colombiano central

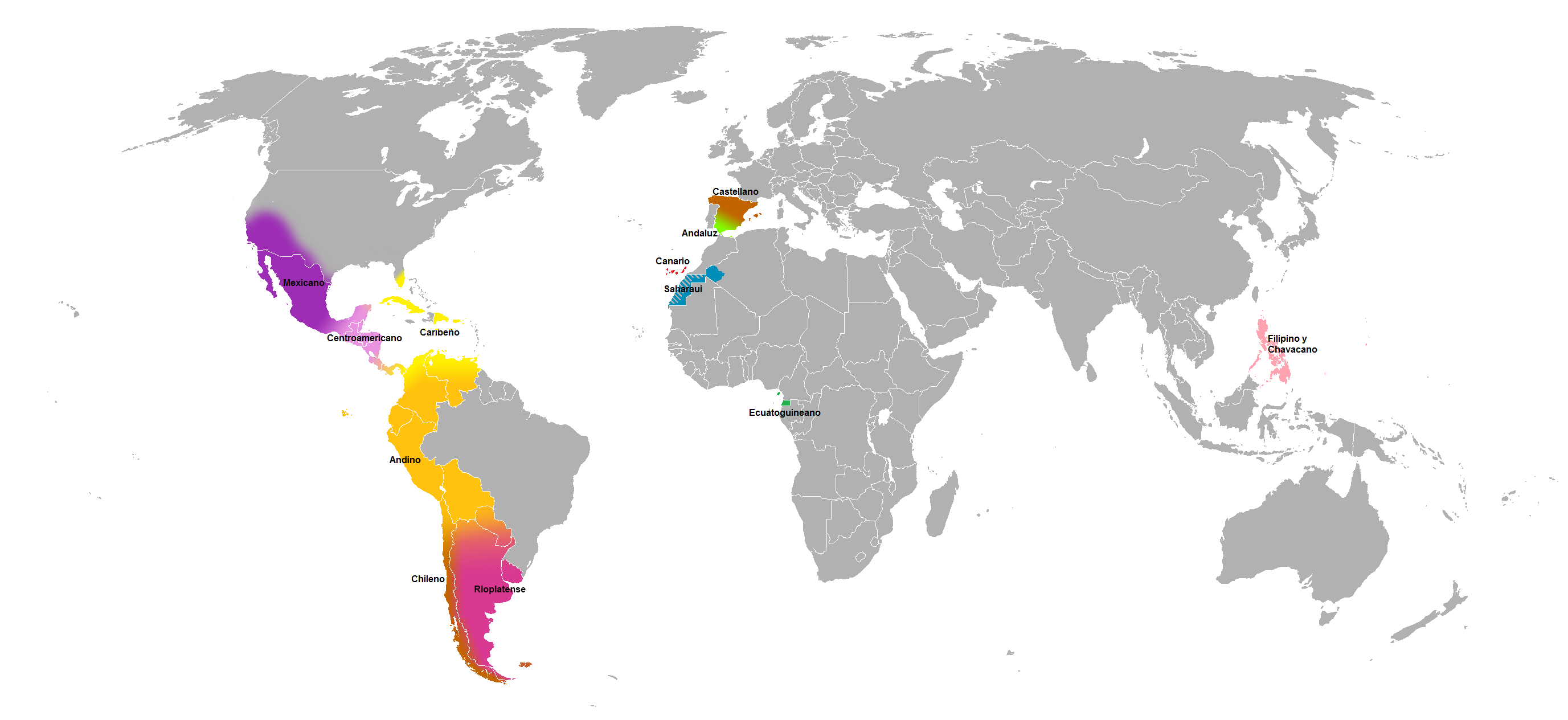
Mapa-múndi tentando identificar os principais dialetos do castelhano ou espanhol

- Espanhol colombiano-equatoriano ribeirinho
- Espanhol mexicano
  - Espanhol mexicano setentrional
  - Espanhol mexicano meridional
- Espanhol peruano ribeirinho
- Espanhol venezuelano
  - Espanhol venezuelano central
  - Espanhol venezuelano guaro-maracucho
- Espanhol rioplatense
- Espanhol da Guiné Equatorial
- Espanhol das Filipinas
- Espanhol neotradicional

### Fonologia
Tem semelhanças com o português. Contudo, existem diferenças, sendo as principais: ("letra castelhana/espanhola" = "letra portuguesa") ⟨ll⟩ = ⟨lh⟩, ⟨ñ⟩ = ⟨nh⟩, ⟨ch⟩ = ⟨tch⟩, ⟨b⟩ e ⟨v⟩ = ⟨b⟩, ⟨x⟩ = /ks/ (nem sempre, como em México, que soa como méjico). Não há, no espanhol moderno, o som da letra X como em xadrez (até o século XVII, a letra ⟨x⟩ representava o som de /ʃ/, como em Quixote, mas, depois do reajuste das consoantes silábicas, o som /ʃ/ (grafado ⟨x⟩), se transformou em /x/ (grafado ⟨j⟩). As letras ⟨k⟩ (/k/), ⟨w⟩ (/b/ em palavras de origem alemã e /(ɡ)w/ em de origem inglesa) e ⟨y⟩ (/i/) fazem parte do alfabeto castelhano/espanhol. Além disso, o i grego pode ser consoante ou vogal, quando consoante tem um som mais forte /ʝ/ ou /d͡ʒ/. O "J" é um caso à parte: tem um som inexistente em português (o som que chega mais perto é o do R forte brasileiro e dalgumas zonas de Portugal — como em carro). O som correspondente ao ⟨j⟩ português é representado por ⟨ll⟩ no espanhol pratino, e inexistente noutros dialectos. Fora isso não há acentos graves, til (Ñ não conta) ou circunflexo. Assim como no português ge = je e gi = ji, e também há o gue e gui, a letra Q segue o mesmo esquema (que = ke, qui = ki) e também há trema. Em castelhano/espanhol o costume é terminar palavra com N e não com M. O Ç apesar de ter nascido do castelhano/espanhol foi abolido no século XVIII, tal como o SS. Já RR existe no castelhano/espanhol e usa-se da mesma forma que no português. Vale ressaltar que a pronúncia é de 'dois erres', isto é, /r/,/r/, e não de /ř/ como em carro /kařo/. O Z e o C, este último antes de E ou I, em Espanha pronunciam-se de forma similar ao ⟨th⟩ /θ/ inglês em think ou something ou a θ (theta) grega.
|                   | Labial | Labial | Dental | Dental | Alveolar | Palatal | Palatal | Velar | Velar |
| ----------------- | ------ | ------ | ------ | ------ | -------- | ------- | ------- | ----- | ----- |
| Nasal             | m      | m      |        |        | n        | ɲ       | ɲ       |       |       |
| Oclusiva          | p      | b      | t      | d      |          | tʃ      | ʝ       | k     | ɡ     |
| Continuante       | f      | b      | θ      | d      | s        |         | ʝ       | x     | ɡ     |
| Vibrante múltipla |        |        |        |        | r        |         |         |       |       |
| Vibrante simples  |        |        |        |        | ɾ        |         |         |       |       |
| Lateral           |        |        |        |        | l        | ʎ       | ʎ       |       |       |

|         | Anterior | Central | Posterior |
| ------- | -------- | ------- | --------- |
| Fechada | i        |         | u         |
| Média   | e̞        |         | o̞         |
| Aberta  |          | ä       |           |

### Gramática dos verbos
Os verbos se dividem em três conjugações, que podem ser identificadas segundo as duas últimas letras do infinitivo: -ar, -er ou -ir. Os verbos conjugam-se em quatro modos verbais: indicativo, subjuntivo, imperativo e potencial. Ainda, existem três formas impessoais: infinitivo, gerúndio e particípio, que entram na composição dos verbos compostos e perífrases verbais. Os tempos verbais podem ser simples ou compostos. Para cada tempo simples há um que é composto, que se forma antepondo o tempo simples correspondente do verbo "haber" ao particípio do verbo que se está a conjugar.
No modo indicativo, há presente, pretérito imperfeito, pretérito perfeito simples ou pretérito indefinido, futuro e condicional como tempos simples; enquanto pretérito perfeito composto, pretérito mais-que-perfeito, pretérito anterior, futuro composto e condicional composto são os tempos compostos. O pretérito anterior é pouco usado. Há situações em que se emprega o futuro para expressar dúvida, substituindo-se, assim, o tempo Presente: "serán las tres": "serão umas três [horas]". O português também apresenta esta caraterística, como mostrado na seguinte frase: "O que estará ele a fazer?", que significa "O que está ele a fazer?".
No modo subjuntivo ou conjuntivo, os tempos simples são presente, pretérito imperfeito e futuro; enquanto são tempos compostos o pretérito perfeito composto, o pretérito mais-que-perfeito e futuro composto. O futuro do conjuntivo é um tempo arcaico que só se emprega hoje em dia em documentos legais. Muitos hispanófonos desconhecem a existência deste tempo verbal. Na Argentina, a fala vulgar está a generalizar o uso do condicional em substituição do pretérito imperfeito nas frases condicionais ("si yo hablaría", significando "si yo hablara", ou "si yo hablase"). Para outras pessoas ou em frases negativas, o presente do conjuntivo vale por imperativo.
|                     |           |           |          |  |  |  |  |
| Infinitivo:         | Comprar   | Vender    | Vivir    |  |  |  |  |
|                     |           |           |          |  |  |  |  |
| Gerúndio:           | Comprando | Vendiendo | Viviendo |  |  |  |  |
|                     |           |           |          |  |  |  |  |
| Particípio passado: | Comprado  | Vendido   | Vivido   |  |  |  |  |

|             |                                                                               |                                                                        |                                                                |  |  |  |  |
| Presente:   | Compro Compras/Comprás Compra Compramos Compráis/Compran Compran              | Vendo Vendes/Vendés Vende Vendemos Vendéis/Venden Venden               | Vivo Vives/Vivís Vive Vivimos Vivís/Viven Viven                |  |  |  |  |
|             |                                                                               |                                                                        |                                                                |  |  |  |  |
| Pretérito:  | Compré Compraste Compró Compramos Comprasteis/Compraron Compraron             | Vendí Vendiste Vendió Vendimos Vendisteis/Vendieron Vendieron          | Viví Viviste Vivió Vivimos Vivisteis/Vivieron Vivieron         |  |  |  |  |
|             |                                                                               |                                                                        |                                                                |  |  |  |  |
| Imperfeito: | Compraba Comprabas Compraba Comprábamos Comprabais/Compraban Compraban        | Vendía Vendías Vendía Vendíamos Vendíais/Vendían Vendían               | Vivía Vivías Vivía Vivíamos Vivíais/Vivían Vivían              |  |  |  |  |
|             |                                                                               |                                                                        |                                                                |  |  |  |  |
| Futuro:     | Compraré Comprarás Comprará Compraremos Compraréis/Comprarán Comprarán        | Venderé Venderás Venderá Venderemos Venderéis/Venderán Venderán        | Viviré Vivirás Vivirá Viviremos Viviréis/Vivirán Vivirán       |  |  |  |  |
|             |                                                                               |                                                                        |                                                                |  |  |  |  |
| Potencial:  | Compraría Comprarías Compraría Compraríamos Compraríais/Comprarían Comprarían | Vendería Venderías Vendería Venderíamos Venderíais/Venderían Venderían | Viviría Vivirías Viviría Viviríamos Viviríais/Vivrían Vivirían |  |  |  |  |

### Vocabulário
Devido às prolongadas conquistas às quais Espanha foi submetida ou que submeteu a outras nações, a língua castelhana foi invadida por uma enorme quantidade de vozes "adquiridas" de línguas de diversos grupos. É possível encontrar, no castelhano, palavras celtas, iberas, ostrogodas, visigodas, latinas, gregas, árabes, francesas, italianas, germânicas, caribes, astecas, quéchuas, guaranis e outras. A influência relativa de cada um destas "aquisições" varia de acordo com o país falante.
Os países da América, principalmente nas suas regiões rurais, conservam um grande número de arcaísmos: no extremo sul (Argentina e Uruguai), é frequente, no trato coloquial, o uso do "vos" em lugar do "tú" tradicional nos restantes países hispanófonos. A forma "vos" provém do trato formal da segunda pessoa do singular de antigamente, e sobrevive em Espanha na forma do trato informal para a segunda pessoa do plural (vosotros). Também sobrevive na Comarca de Fonsagrada para a segunda pessoa do singular. O trato formal actual é "Usted" para a segunda pessoa do singular e "Ustedes" para a segunda pessoa do plural (também utilizados em Espanha).

### Sistema de escrita
O castelhano/espanhol escreve-se mediante o alfabeto latino. Tem uma letra adicional, ñ, embora, no passado, ch e ll fossem consideradas letras e não dígrafos. As vogais podem levar um acento agudo para marcar a sílaba tónica quando esta não segue o padrão habitual, ou para distinguir palavras que, de outra forma teriam a mesma grafia (ver acento diferencial).
O u pode levar trema (ü) para indicar que este se pronuncia nos grupos "güe", "güi". Na poesia, as primeiras vogais de um ditongo (que podem ser i ou u) podem levar trema para romper-o e ajustar convenientemente a métrica dum verso determinado (por exemplo, ruido tem duas sílabas, mas ruïdo tem três).